# Tristan Wilds
Tristan Wilds (ur. 15 lipca 1989 w Nowym Jorku) – amerykański aktor grający jedną z głównych ról w serialu 90210.

## Filmografia
Filmy fabularne
- 2008: Sekretne życie pszczół – jako Zachary Taylor
- 2006: Szkolny chwyt – jako Jamal

Seriale telewizyjne
- 2008: 90210 – jako Dixon Wilson
- 2005: Miracle's Boys – jako A.J.
- 2003: Dowody zbrodni – jako Skill (gościnnie)
- 2002: Prawo ulicy – jako Michael Lee (gościnnie)